# Globus Toolkit
Globus Toolkit є інструментарієм з відкритим вихідним кодом для розподілених обчислень, розроблений і представлений Globus Alliance.
Історія Globus toolkit наочно демонструє еволюцію перспективної технології від суто академічного проекту з вузьким довколом користувачів до загальноприйнятого стандарту, що користується широкою підтримкою ІТ-індустрії у цілому світі. Навіть при тому, що рівень сьогоднішних Grid є досить високим і більшість програмних забезпечень є доступним і безпосередньо використовуваним, він усе ще має нестачу в багатьох істотних аспектах, які забезпечать ефективний доступ, поширення й використання системних ресурсів.